# Great Gidding
Great Gidding è un villaggio e parrocchia civile dell'Inghilterra, appartenente alla contea del Cambridgeshire.